# Tekkalakote
Tekkalakota là một thị xã panchayat của quận Bellary thuộc bang Karnataka, Ấn Độ.

## Nhân khẩu
Theo điều tra dân số năm 2001 của Ấn Độ, Tekkalakota có dân số 23.578 người. Phái nam chiếm 50% tổng số dân và phái nữ chiếm 50%. Tekkalakota có tỷ lệ 30% biết đọc biết viết, thấp hơn tỷ lệ trung bình toàn quốc là 59,5%: tỷ lệ cho phái nam là 41%, và tỷ lệ cho phái nữ là 20%. Tại Tekkalakota, 18% dân số nhỏ hơn 6 tuổi.